# Chrysobothris axillaris
Chrysobothris axillaris es una especie de escarabajo del género Chrysobothris, familia Buprestidae. Fue descrita científicamente por Horn en 1886.
Se encuentra en Arizona y Texas. Se alimenta de robles.